# 정안초등학교 인풍분교
정안초등학교 인풍분교는 대한민국 충청남도 공주시 정안면 풍정길 10 (인풍리)에 있었던 분교이다.

## 연혁
- 1962.06.07 정안국민학교 인풍분실 개설
- 1964.10.20 정안국민학교 인풍분교장 설치인가
- 1968.03.01 인풍국민학교 승격
- 1993.03.01 정안국민학교 인풍분교
- 1999.03.01 폐교